# Vilhelm Arnesen
Vilhelm Carl Ferdinand Arnesen (født 25. november 1865 i Flensborg, død 24. marts 1948 i København) var en dansk maler.
Arnesen tegnede og malede skibe og sø allerede som dreng, han var nok præget af faderen der var skipper og byggede modelskibe. Han kom i malerlære, gennemgik siden Akademiets skoler. Han var den sidste af de gamle nationale marinemalere. Til rådhuset i Helsingør malede han stort prospekt af byen i sundtoldstiden i en slags eckersbergsk stil, en bestillingsopgave i anledning af byens 500 års jubilæum.
To gange vandt han en af De Neuhausenske Præmier (1893 for Et større sejlskib ligger bak for lods, 1899 for Skoleskibet Georg Stage). Han modtog Aarsmedaillen i 1907 (for I de lyse nætter) og blev Ridder af Dannebrog i 1931.

## Ekstern henvisning og kilde
- Vilhelm Arnesen på Kunstindeks Danmark/Weilbachs Kunstnerleksikon

- Wikimedia Commons har flere filer relateret til Vilhelm Arnesen

1. ↑  Dansk Biografisk Leksikon, 2. udgave.